# Плетени (Татарстан)
Плетени́ — деревня в Кайбицком районе Татарстана. Входит в состав Большеподберезинского сельского поселения.

## География
Деревня располагается в верховье реки Берля (правый приток реки Бирля) в 23 км к юго-западу от Больших Кайбиц.

## История
Основана в 1927 году.

## Демография
- 1989 год — 139 человек
- 1997 год — 123 человека
- 2002 год — 119 человек
- 2010 год — 91 человек.

Национальный состав — в основном русские.